# Euphorbia angulata
Euphorbia angulata là một loài thực vật có hoa trong họ Đại kích. Loài này được Jacq. mô tả khoa học đầu tiên năm 1789.

## Hình ảnh

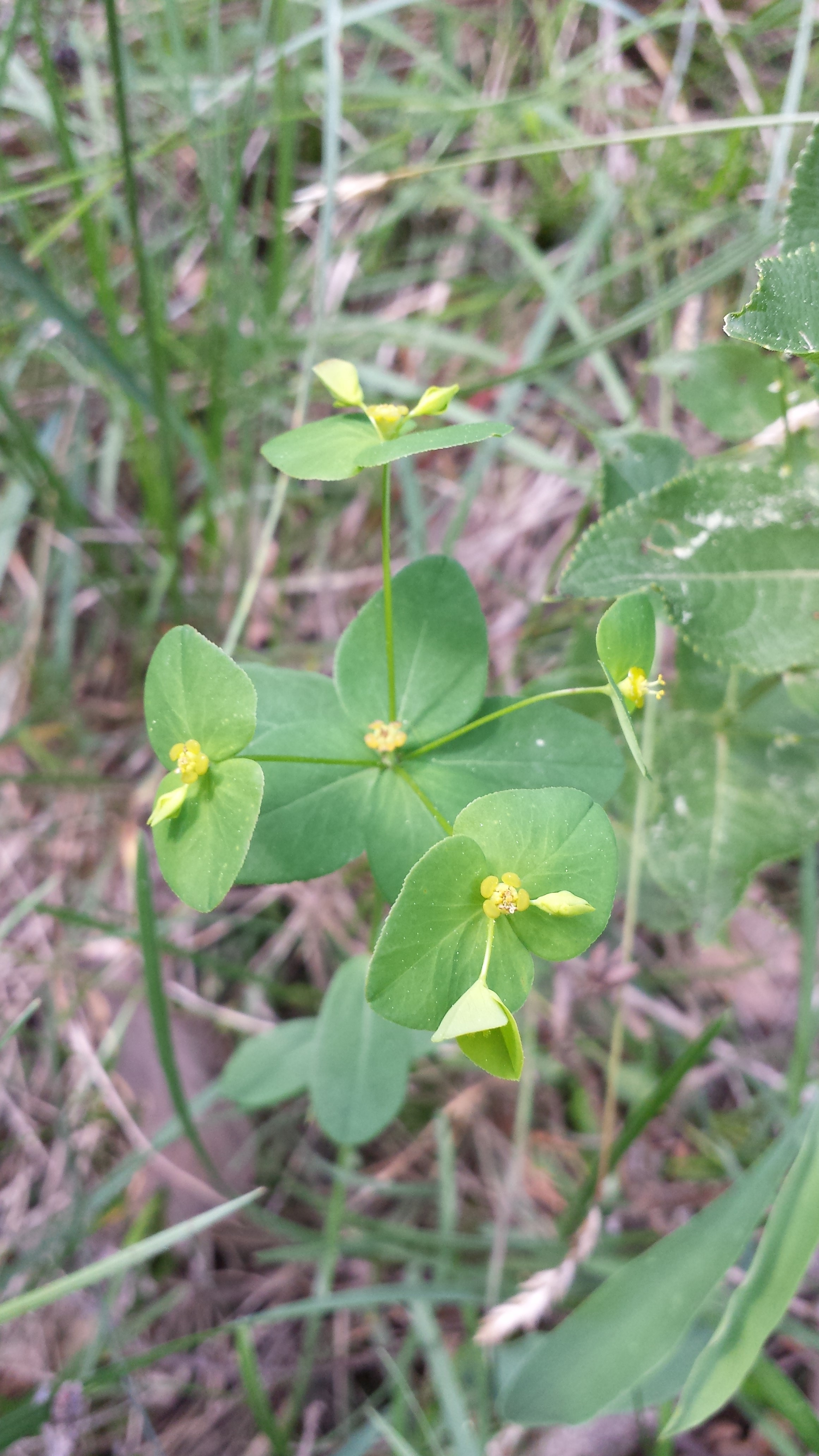
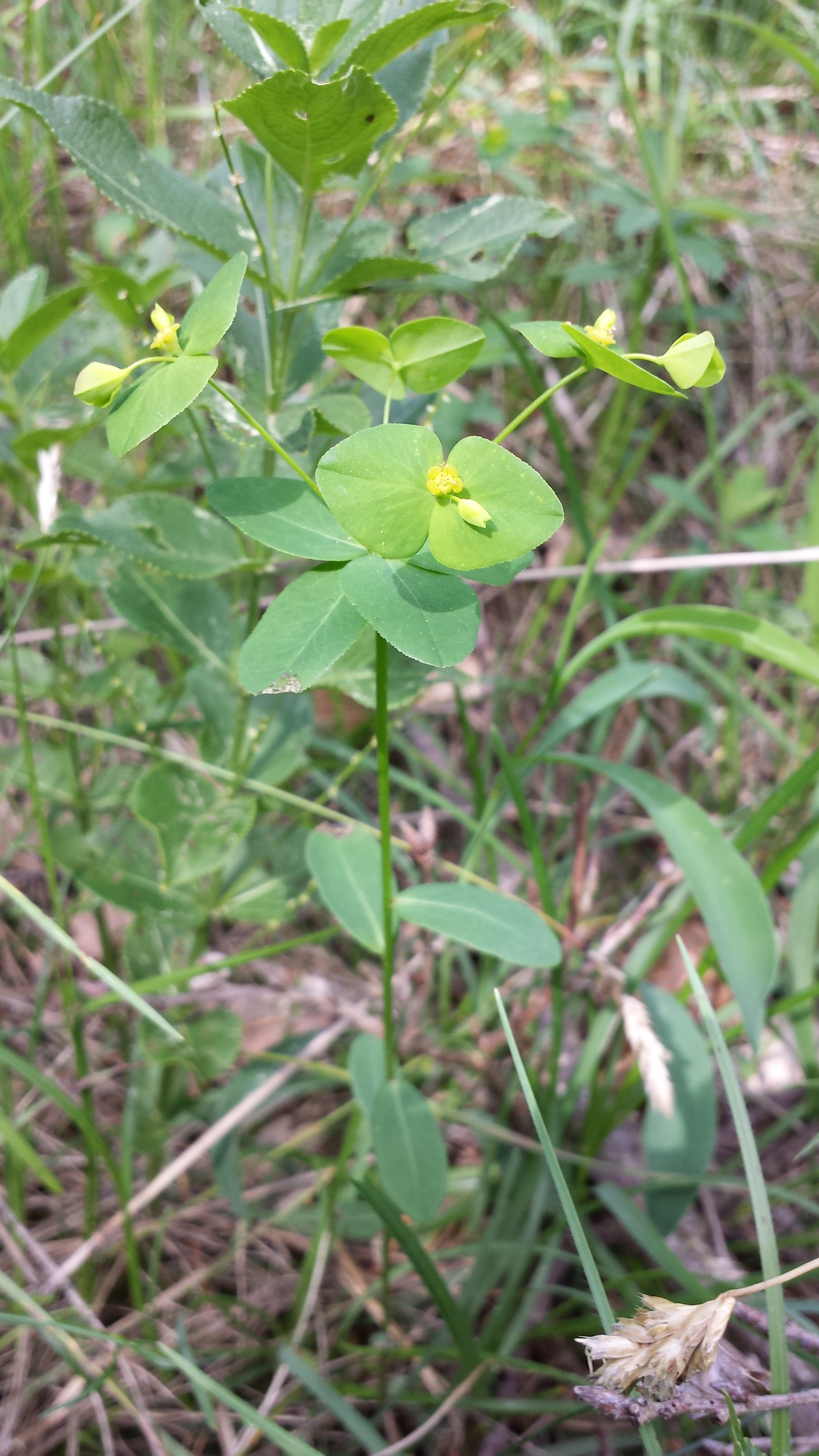
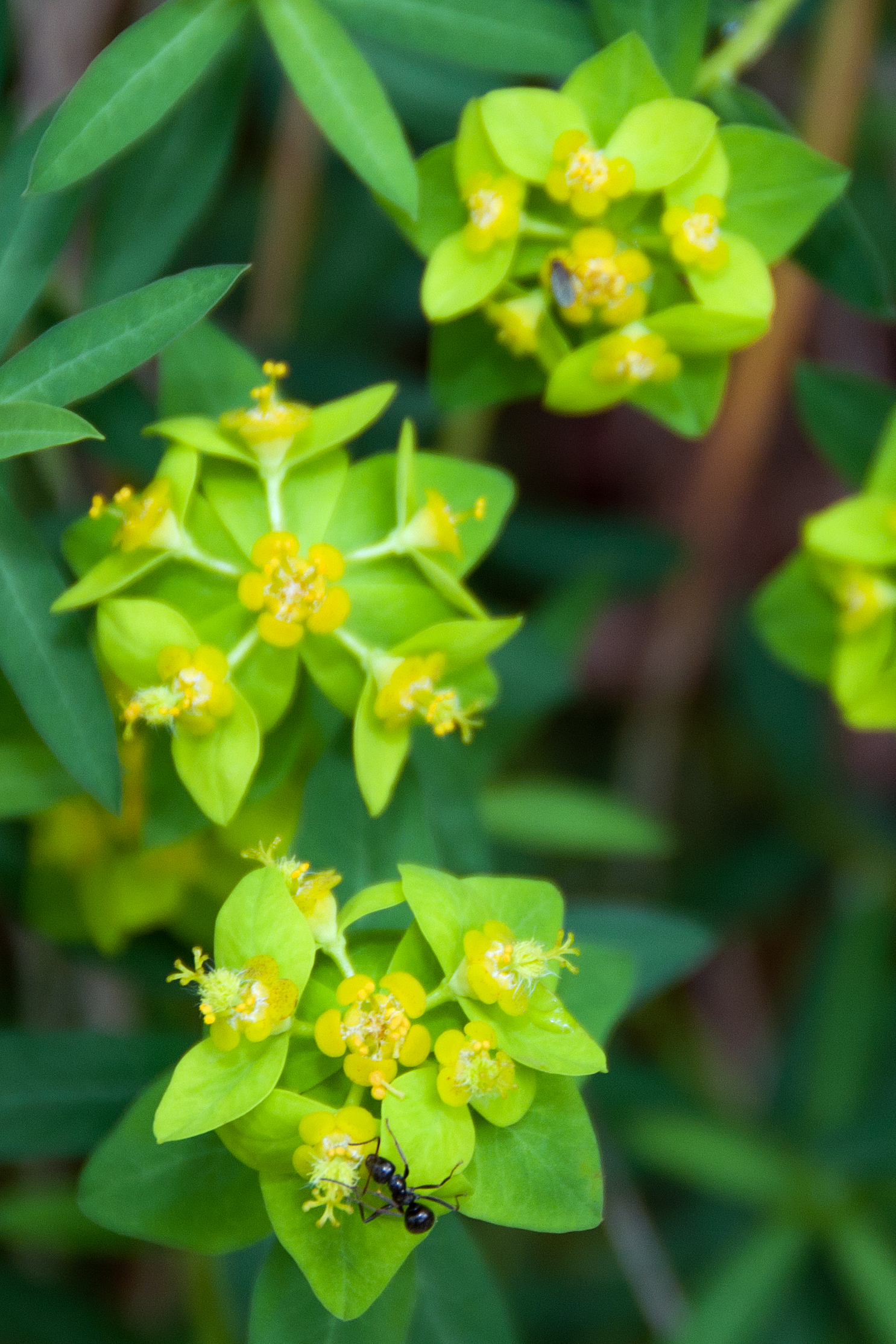